# هاینریش اشروت
هاینریش اشروت (آلمانی: Heinrich Schroth; ۲۳ مارس ۱۸۷۱ – ۱۴ ژانویهٔ ۱۹۴۵) هنرپیشه اهل آلمان بود که بین سال‌های ۱۸۹۰ تا ۱۹۴۳ میلادی فعالیت می‌کرد.
از فیلم‌ها یا برنامه‌های تلویزیونی که وی در آن نقش داشته‌است می‌توان به رامبرانت، زوس یهودی، ۱۹۱۴، ویلیام تل اشاره کرد.